# Michał Sokolnicki (General)

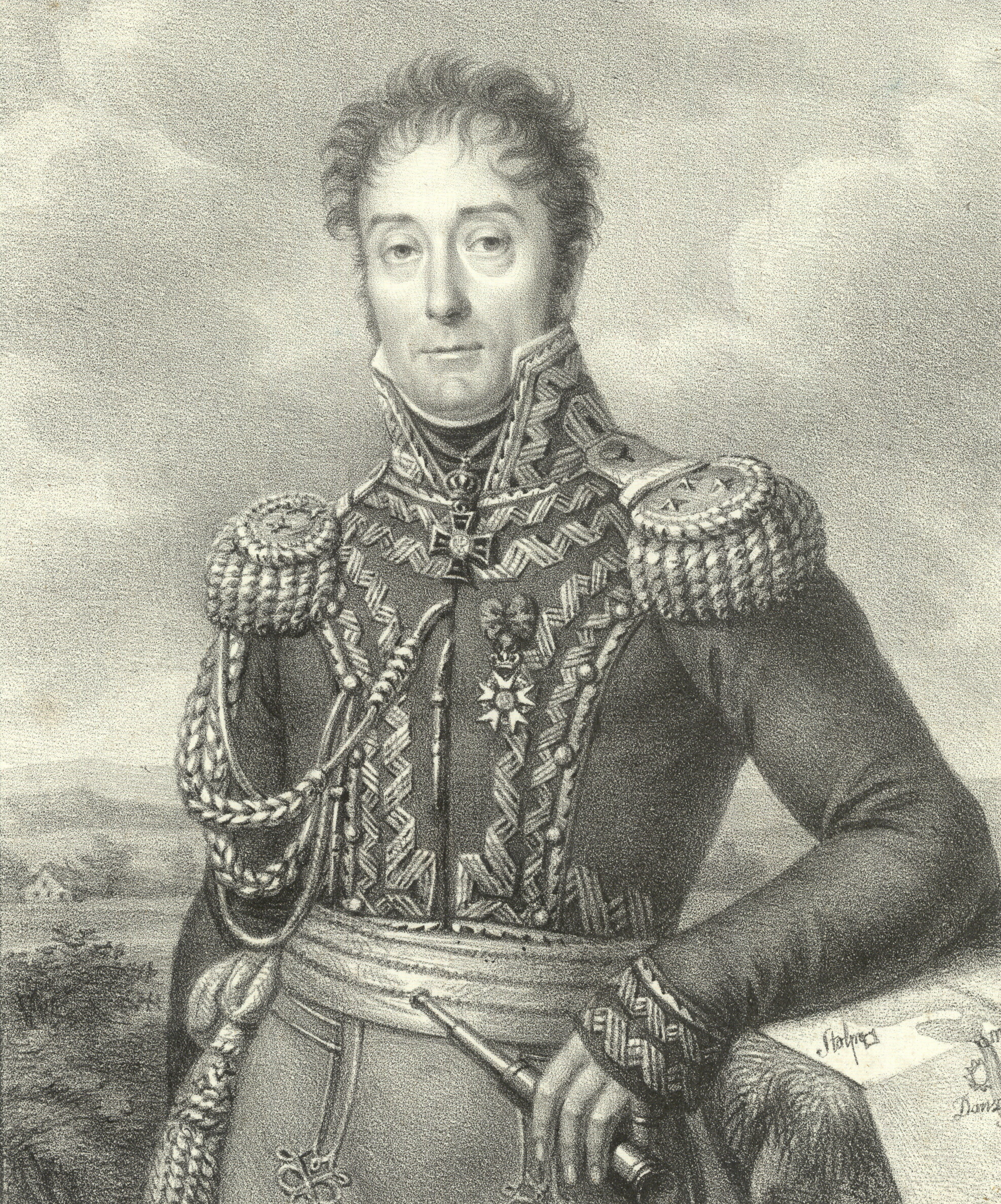
Michał Sokolnicki

Michał Sokolnicki (* 29. September 1760 in Wierzeja, Gmina Duszniki; † 24. September 1816 in Warschau) war ein polnischer General und militärischer Ingenieur im französischen Heeresdienst, sowie Autor mehrerer wissenschaftlichen Dissertationen.

## Leben
Er wurde als Sohn von Franciszek Sokolnicki und Urszula geb. Poklatecka in einer polnischen Adelsfamilie geboren. Bis 1777 wurde er vom französischen Priester Jan Courieu mit Schwerpunkt in Mathematik und Geschichte unterrichtet. In den Jahren 1777–1779 studierte er an der Kadettenschule (Akademia Szlachecka Korpusu Kadetów) in Warschau. Mit besonderem Eifer widmete er sich dem Studium des militärischen Ingenieurwesens und Festungsbaus und absolvierte die Schule im Rang eines Leutnants. In den Jahren 1780–1781 befand er sich am Hof des Magnaten August Kazimierz Sułkowski in Rydzyna, wo er mit dessen Neffen Jozef Sułkowski bekannt wurde. Dort machte er seine ersten Ingenieursarbeit. Diese bestand darin, einen Kanal zu graben, der das sumpfige Gebiet in der Wintersaison entwässerte, wobei er den Boden einfrierte. In den Jahren 1781–1787 reiste er ins Ausland, wahrscheinlich zur Verbesserung seines Wissens im Feld- und Bauingenieurwesen. 1789 gründete im Rang eines Major zusammen mit Oberst Jakub Jasiński das Wilnaer Ingenieurkorps und referierte über technische Konstruktion. Neben seiner Arbeit im topographischen Büro in Wilna war er Mitglied der Kongregation zur Sicherung der neuen Regierungsverfassung. 1791 wurde er nach Sachsen geschickt, um dort Studien auf dem Gebiet der Hydrographie und des Militäringenieurwesens durchzuführen, deren Ergebnisse er 1792 in einem Sonderbericht der Militärkommission vorlegte, die dann zu seiner Beförderung zum Oberstleutnant führten.

### Im Freiheitskampf 1792–1794
1792 wurde er während des beginnenden Freiheitskampfes zum Generalquartiermeister der litauischen Armee ernannt und am Aufbau von Befestigungen, Artillerieposten, Lagerhäusern beteiligt. Im Juni 1792 baute er in Grodno eine schwimmende Brücke in Form eines Bogens über den Fluss, über die sich die polnische Armee mit ihrer Artillerie zurückziehen konnte. Während des Kościuszko-Aufstands im Jahr 1794 im Rang eines Obersten stehend, befehligte er ein Kavallerieregiment. Er beteiligte sich an der Verteidigung Warschaus gegen die Preußen und kämpfte dann unter Jan Henryk Dąbrowski in den Gefechten bei Kamionna. Er nahm an der Besetzung von Bydgoszcz teil und drang mit seinen Truppen in die Vororte von Thorn ein. Dann kämpfte er noch während des Rückzuges in der Division des Generals Sierakowski. Bereits während der Kapitulationsgespräche in Radoszyce wurde er am 13. November zum Generalmajor befördert, dieser Rang wurde aber nicht anerkannt. Am 24. Dezember wurde er zusammen mit den Warschauer Präsidenten Ignacy Zakrzewski, Ignacy Potocki, Tadeusz Mostowski und Jan Kiliński nach Sankt Petersburg gebracht und inhaftiert. Nach dem Tod der Zarin Katharina II. konnte er das unfreie Exil verlassen und eskortierte den erkrankten Zakrzewski durch Wolhynien zu seinem Landgut nach Inelechow. In dieser Zeit zeichnete sich Sokolnickis persönlicher Ehrgeiz ab, auch die Absicht einer Ehe mit Marianna Zakrzewska, der späteren Frau seines Bruders – Jan Nepomucen –, tat sich auf. Im September 1797 reiste er zusammen mit Józef Mostowski und Władysław Jabłonowski über Poznań und Leipzig nach Paris.

### Mit der Polnischen Legion
Angesichts des Scheiterns der Pläne, eine eigene Polnische Legion zu gründen, bot er bei Dąbrowskis seine Dienste an. Anfang des Jahres 1800 wurde er zunächst zum Stabschef, dann zum Adjutanten des Kommandanten, im März zum Chef der Brigade ernannt und nach dem Tod des Obersten Gawroński zum stellvertretenden Kommandanten der Polnischen Legion ernannt. Er führte neben dem formellen Kommandanten General Kniaziewicz, alle Aufgaben eines aktiven Kommandanten der Legion. Er kämpfte darauf mit den französischen Truppen im Krieg gegen Österreich (Gefechte bei Offenbach, Philipsburg, Sankt Christoph, und Gars). Nach dem Frieden begleitete er 1801 die Polnische Legion ins Winterquartier ins Kremstal und nahm sein Hauptquartier in Kremsmünster, wo er seine Freizeit in der örtlichen Abtei verbrachte. Nach dem Befehl zum Abmarsch der Donaulegion, verließ er das Winterquartier in Österreich und marschierte nach Straßburg, erhielt aber auf dem Weg nach Augsburg den Befehl, nach Italien zu gehen. Die Legion durchquerte die Schweiz, erreichte Turin und marschierte über Mailand in die Toskana. General Sokolnicki wurde nach Lyon gerufen, wo General Dąbrowski damals sein Hauptquartier eingerichtet hatte. Anstelle des zurückgetretenen Generals Wielgorski sollte er als Général de brigade in die Liste der Offiziere des Generalstabs des polnischen Korps aufgenommen werde. Der Konsul Bonaparte stimmte dieser Ernennung zu, doch eine Krankheit verhinderte, dass Sokolnicki zusammen mit der Donau-Legion abmarschierte. Bis zur Reorganisation der Legion im Jahr 1803 blieb Sokolnicki in Italien, wo er sich mit wissenschaftlichen Themen und neuen Publikationen beschäftigte. 1804 wurde er zum Mitglied der akademischen Gesellschaft der Wissenschaften ernannt.
Im Winter 1806 führte Napoleon den Feldzug nach Pułtusk durch. 1807 übernahm er im Rang eines Brigadegenerals die Führung der ersten Brigade der 3. Legion der polnischen Armee, mit der er in Pommern (Danzig – Neufahrwasser – Weichselmünde) kämpfte. Unter seiner Führung erfolgte bis 19. Februar 1807 die Eroberung von Stolp, auf Anordnung von Napoleon wurde ihm am 19. April das Kreuz der Ehrenlegion verliehen. Am 1. August 1808 erhielt er das endgültige königliche Patent, das ihn zum Brigadegeneral des Herzogtums Warschau ernannte. Im Januar 1809 wurde er Kommandant der Kavallerie-Brigade der 3. polnischen Division und wurde Gouverneur von Krakau.
Im Feldzug von 1809 nahm Sokolnicki im Zuge des polnisch-österreichischen Krieges unter Poniatowski an der Schlacht bei Raszyn und den Gefechten bei Falenty, Grochów (25. April) und zusammen mit General Rożniecki an der Erstürmung Sandomierz (17. Mai) teil. Sein Sieg in der Schlacht von Góra Kalwaria war von entscheidender Bedeutung und ermöglichte spätere Erfolge.
Mit Erlass vom 14. August 1809 erhielt er die Nominierung zum Generalmajor des Herzogtums Warschau und zwei Tage zuvor am 12. August das Offizierskreuz der Ehrenlegion. Er übernahm das Kommando über die Erste Brigade der Division Zajączek in Lublin. In dieser Zeit knüpfte er enge Beziehungen mit Stanisław Zamojski und der Prinzessin Izabela. Am 10. März 1810 erhielt er den Rang eines Général de division und stieg zum Kommandanten des Militärbezirks Radom auf.
Im selben Jahr erkrankte er schwer, verbrachte mehrere Monate in Puławy und begab sich dann zur Kur nach Waldeck-Pyrmont. Er nutzte diese Behandlungszeit für wissenschaftliche Studien, die 1812 in Paris veröffentlicht wurden. (Darunter strategische und topografische Studien zur Niederlage der römischen Legionen unter Varus in der Nähe von Lippstadt im Teutoburger Wald). Er besuchte Belgien, wo er auf dem Weg zum Museum im Antrag der Prinzessin Iszabella Zamoiski wertvolle Gegenstände, die aus der Zeit der Revolution und der Säkularisation zu erwerben waren, aufkaufte. Bis März 1811 schickte er etwa 30 Ladungen mit Bildern, Gravuren, gotischen Glasfenstern und Medaillons nach Puławy. Sokolnicki reiste auch nach Paris, wo er Napoleon über den Stand seines Feldzuges im Jahre 1800, den Krieg von 1806 und den Feldzug von 1809 vortrug. Er wurde wegen der Kritik an Joseph Poniatowski aus den Akten der aktiven Offiziere des Herzogtum Warschau gestrichen, als Vorwand diente seine unerlaubte Beurlaubung. Er verblieb in Paris, wo er sich mit wissenschaftlicher Arbeit beschäftigte. Als aktives Mitglied von Stowarzyszenie Akademickie Nauk und Towarzystwo Zachęty Naukowej präsentierte er dort seine Arbeiten im Bereich Technologie und Hydraulik. Seine Degradierung im Herzogtum Warschau störte seiner Karriere in Paris wenig, wo er im Stabe Napoleons strategische Arbeiten im Zusammenhang mit der vorbereiteten Expedition nach Russland begann. Er entwickelte dabei ein unrealistisches Gedankengebäude, das bereits den Wiederaufrichtung des Königreichs Polen vorsah.

### Während der Befreiungskriege
Im Frühsommer 1812 begleitete er Napoleon auf dessen Reise durch Dresden, Poznań nach Königsberg, wo der Kaiser seinen letzten Befehl zur Gründung der Grande Armée erteilte. In Königsberg wurde er in den persönlichen Stab Napoleons namens Maison Militaire de l'Empereur unter General Duroc aufgenommen. Sokolnicki führte dabei eine eigene Abteilung für geheime Angelegenheiten, die vor allem politische, topographische Aufklärungs- und Geheimdienstarbeit betrieb. Auf dem Weg nach Moskau gab ihm der Kaiser aber zunehmend wichtige Aufgaben und setzte ihn während der Kämpfe bei Smolensk, Borodino und in der Nähe von Moskau als persönlichen Adjutanten ein.
Im Frühjahrsfeldzug 1813 nahm Sokolnicki seine Stabs- und Aufklärungsarbeit für die Bewegungen der feindlichen Streitkräfte wieder auf, dafür schickte ihn Napoleon zu einer Mission nach Krakau. Am 7. Juni 1813 ordnete Marschall Berthier in Bunzlau an, Sokolnicki habe sich für den aktiven Dienst im polnischen Korps zur Verfügung zu stellen. Sokolnicki erhielt das Kommando der polnischen 7. leichten Reiterbrigade, mit welcher er in der Region Zittau, Löbau, Hohenstein, Colditz, Altenburg und Penig gegen die preußisch-russischen Truppen operierte. Anfang Oktober befehligte er wegen einer Erkrankung des General Kellermann stellvertretend das 4. Kavallerie-Korps. In der Völkerschlacht bei Leipzig (16. Oktober 1813) deckten zwei Brigaden seines Korps den rechten Flügel der Franzosen und führten eine Reihe von Gegenangriffen, welche die Linien ungarischer Infanterie aus dem Korps des Prinzen von Hessen-Homburg zurückwarfen. Dann beteiligte sich seine Reiterei an dem Angriff auf das feindliche Zentrum, indem er den linken Flügel attackierte. Am dritten Tag der Schlacht (18. Oktober) schirmte seine Reiterkorps die Stellungen zwischen Lößnig bis Wachau ab. Sokolnicki verblieb im November bei den Resten polnischen Truppen, die von General Dąbrowski nach Sedan geführt wurden. 1814 befehligte er zusammen mit General Wojczyński die kaiserliche Ehrengarde. Auf Befehl von General Dąbrowski nahm er mit Oberst Szymanowski an einer Delegation nach Fontainebleau zu Napoleon sowie zu Zar Alexander I. nach Paris teil um die Zukunft Polens zu sichern. Nach seiner Rückkehr wurde Sokolnicki mit der ehrenvollen Mission beauftragt, die Leiche des letzten Königs in die Heimat zu überführen. Auf dem Weg nach Nancy übernahm er die Überreste von König Stanislaus I. Leszczyński, die mehrmals entweiht worden war, aber in Polen bereits als Reliquie verehrt wurde. Über Poznań gelangte der Sarg nach Warschau.
Zu dieser Zeit brach infolge einer Pariser Veröffentlichung über den Feldzug Ende des Sommers 1814 eine Entrüstung aus, welche die Vorgänge des Generals Krukowiecki nach der Schlacht bei Leipzig kritisch beleuchteten. General Sokolnicki, der sich immer noch in Paris befand, berichtete dazu über die historischen Umrisse des Feldzuges von 1813 unter Berücksichtigung der von ihm geführten 7. Reiter-Division. Ein langes und mühsames Gerichtsverfahren begann, zuerst in Paris, dann in Warschau, in dem sich Sokolnicki und General Jan Krukowiecki als gegnerische Parteien gegen überstanden. Bis zu Sokolnickis Tod war der Prozess nicht abgeschlossen. Schon vorher zog er sich aus dem öffentlichen Leben zurück und widmete sich wieder wissenschaftlichen und schriftlichen Arbeiten. Er wohnte im Warschauer Mietshaus des Bankiers Isaac Ollier, wo er sich auch mit der Erziehung der beiden Neffen Peter und Michał beschäftigte. Michal Sokolnickis starb am 24. September 1816 infolge eines Unfalls, den er am Tag zuvor in Warschau während der Militärparade auf dem Sächsischen Platz erlitt. Er wurde am 26. September in den Katakomben auf dem Świętokrzyski-Friedhof (1836 aufgelassen) beigesetzt.